# Джим Торп
Дж́акобус Франс́искус Торп, більш відомий як Джим Торп (англ. Jacobus Franciscus 'Jim' Thorpe, мовою сак-фокс Уа-То-Хак (Wa-Tho-Huk — «Світлий шлях»), 22 травня 1888, Прага, штат Оклахома — 28 березня 1953, Ломіта, штат Каліфорнія) — американський спортсмен, легкоатлет (біг, стрибки в довжину, висоту, з жердиною, метання диска і списа, штовхання ядра, п'ятиборство, десятиборство), а також баскетбол, бейсбол, американський футбол, хокей, плавання, теніс, бокс, стрільба з лука. Дворазовий переможець літніх Олімпійських ігор 1912 року. Був позбавлений олімпійських нагород після встановлення факту, що два сезони грав у напівпрофесійній команді з бейсболу. Нагороди були повернуті рішенням Міжнародного Олімпійського комітету у 1983 році.
Професійно займався спортом до 41 років, втративши таку можливість з початком Великої депресії, під час якої не міг знайти постійної роботи. Останні роки страждав від алкоголізму і помер у бідності.
За опитуванням телекомпанії ABC, проведеним у 2000 році, був визнаний найкращим спортсменом США у XX столітті.

## Походження
Торп народився на Індіанській території, та з цієї нагоди не було видано належного документу. Тому датою його народження вважається 22 травня 1888 року, дата, яка була записана під час його хрещення за католицьким обрядом. Через відсутність свідоцтва про народження існують і розбіжності про місце, де він народився, — традиційно ним вказується містечко Прага в окрузі Лінкольн, штат Оклахома, хоча нема жодних даних, які б це підтверджували, а сам Торп називав своєю батьківщиною місто Шауні, поблизу якого, за його словами, він народився 28 травня.
Батьки Торпа мали змішане походження (батько — індіано-ірландське, мати — індіано-французьке) і проживали разом з племенем сак і фокс, де Джим Торп, який мав індіанське ім'я Уа-То-Хак («Світлий шлях»), перебував до дев'ятирічного віку. У 1897 році батьки віддали його до школи-інтернату для індіанців у місті Лоренс (штат Канзас), який він залишив після смерті матері й через два роки повернувся на батьківщину, де працював на ранчо.
У 1904 році 16-річний Джим Торп продовжив навчання у школі-інтернаті для індіанців у місті Карлайл (штат Пенсільванія), де вперше почав грати в американський футбол. Проте, не провчившись і року, повернувся на батьківщину через смерть батька.

## Любительська кар'єра

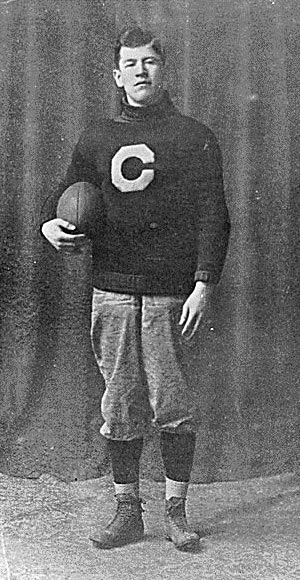
21-річний Джим Торп у школі-інтернаті для індіанців міста Карлайл (штат Пенсільванія), 1909 рік.

Спортивна кар'єра Джима Торпа розпочалась у 1907 році, коли він у повсякденному одязі й без підготовки з результатом 180 см переміг на шкільних змаганнях у стрибках у висоту в інтернаті Карлайла, де продовжив навчання. Торп виявився різнобічно обдарованим і почав займатись футболом, бейсболом, лакросом і навіть бальними танцями, на міських змаганнях з яких переміг у 1912 році. Загальнонаціональне визнання Торп вперше здобув у 1911 році, коли у футбольному матчі команда інтернату Карлайла перемогла студентів Гарвардського університету, а він сам показав найкращий результат на всіх можливих позиціях. Того року Джим Торп отримав звання «всеамериканський футболіст», як і наступного, коли головним чином його зусиллями команда інтернату Карлайл перемогла у чемпіонаті з футболу, що проводився під егідою Національної асоціації студентського спорту.

### Олімпійські ігри

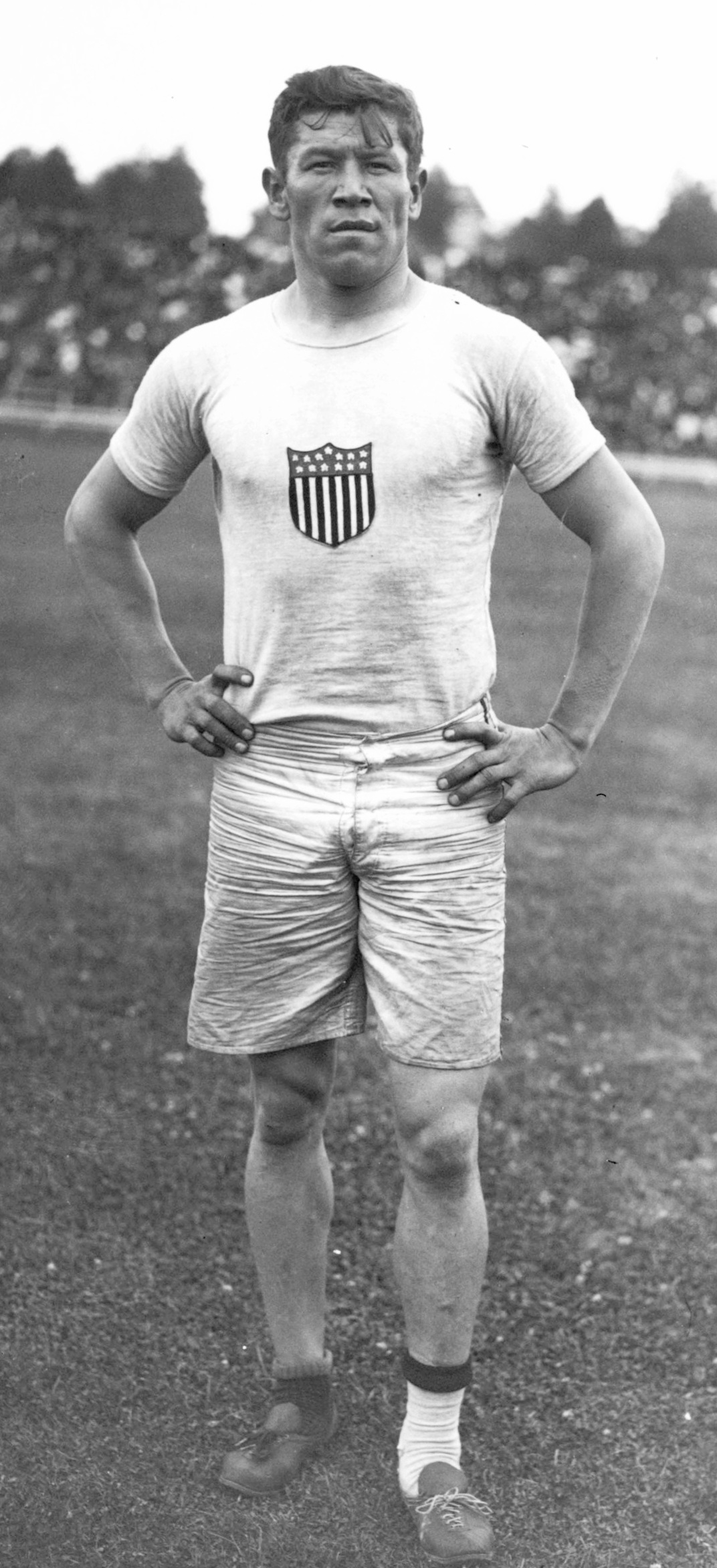
Джим Торп на літніх Олімпійських іграх у Стокгольмі в спортивних туфлях, знайдених на смітнику. На знімку видно, що йому довелось одягати шкарпетку на одну з ніг, оскільки лівий туфель виявився завеликим

Коли у 1911 році розпочалась підготовка до Олімпійських ігор, у збірній США виникла проблема у двох видах спорту — п'ятиборстві й десятиборстві, які були вперше включені в програму змагань. Якщо з п'ятиборством, до якого входили стрибки в довжину, метання спису і диску, біг на 200 і 1500 метрів, американці були знайомі ще з позачергових Літніх олімпійських ігор 1906 року, то десятиборство за європейською програмою майже повністю відрізнялось від американського варіанту. Торп виявився ідеальним кандидатом до легкоатлетичної збірної США: він пробігав 100 ярдів за 10 секунд, 220 ярдів — за 21,8 сек, 440 ярдів — за 51,8 сек, 880 ярдів — за 1:57, милю — за 4:35, 120 ярдів з бар'єрами — за 15 сек, 220 ярдів з бар'єрами — за 24 сек, стрибав у довжину на 7,16 метра, у висоту — на 195 см, з жердиною брав планку на висоті 3,35 м, штовхав ядро на 14,25 м, метав спис на 49,68 і диск — на 41,45 метри.

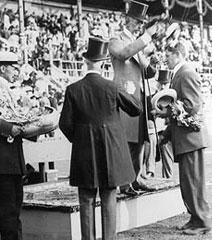
Джим Торп отримує золоту олімпійську медаль, 1912

На відбіркових змаганнях у Нью-Йорку Торп виявився єдиним кандидатом в команду десятиборців і разом із майбутнім президентом МОК Евері Брандеджом (англ. Avery Brundage) увійшов до трійки найкращих п'ятиборців.
У Стокгольмі Джим Торп виграв дві золоті медалі з легкоатлетичного п'ятиборства і десятиборства (аналогічного сучасному), вигравши 8 з 15 дисциплін, а в решті посівши місця не нижче четвертого. Його відрив від другого місця в десятиборстві склав понад 700 очок, а встановлений рекорд — 8 413 очка — перевершив попередній на 998 очок і протримався більше двох десятиліть. Крім цього, Торп пройшов кваліфікаційний відбір у стрибках у висоту та довжину, в яких зайняв четверте та сьоме місце, відповідно. Результат Торпа виглядає ще більш дивовижно, оскільки перед фіналом з пентатлону у нього вкрали спортивне взуття і золоту медаль у п'ятиборстві він виграв у знайдених у смітнику розпарованих туфлях різного розміру.
Крім легкоатлетичних змагань, Торп взяв участь і в одному з двох показових матчів з бейсболу між двома американськими командами, що складались із легкоатлетів.

### Всеамериканський чемпіон
Повернувшись зі Стокгольма, 2 вересня 1912 року Торп взяв участь у всеамериканських змаганнях Любительського легкоатлетичного союзу на стадіоні «Селтік-Парк» у Квінсі (Нью-Йорк), де він півроку перед тим пройшов відбір на Олімпійські ігри, — здобувши 7 перемог у 10 дисциплінах, а в решті трьох посівши друге місце, Джим Торп виборов звання Всеамериканського чемпіона з легкої атлетики.

### Дискваліфікація
Згідно з правилами, які діяли в 1912 році, до участі в Олімпійських іграх допускались лише спортсмени-любителі, які не отримували винагороду за свої виступи. Про порушення цих правил Торпом у січні 1913 року написала газета «Worcester Telegram», дізнавшись, що у 1909-10 роках той отримував платню, виступаючи за бейсбольну команду з Північної Кароліни. Публікація набула розголосу і після того як Торп визнав цей факт, повідомивши, що отримував символічні 2 долари за гру і не знав про чинні застереження, Любительський легкоатлетичний союз США ініціював подання в МОК, щоб позбавити його звання чемпіона. Попри те, що за правилами 1912 року подібна дискваліфікація могла бути здійснена лише протягом 30 днів по закінченні змагань, Джим Торп одноголосно був позбавлений двох олімпійських золотих медалей.
| Ліві лапки | ...Сподіваюся, я зробив все, щоб пояснити, що я був звичайним студентом-індіанцем, який не знав нічого про такі речі [що не можна брати гроші за ігри - прим.]. Я не знаю, що я зробив не так, але так чинили всі, за винятком того, що інші виступали під вигаданими іменами... | Праві лапки |

(з пояслювального листа Джима Торпа в ОК США)

## Професійна кар'єра
У наступні роки Джим Торп виступав як професіонал у бейсбольних та футбольних командах і у 1920 році став першим президентом Національної футбольної ліги. Як світова знаменитість він багато подорожував США та світом з показовими виступами, зустрічався з Папою римським Пієм X і хедивом Єгипту Аббасом II. У 1923 році Торп став одним із співзасновників спортивного клубу індіанців «Уранг Індіанс» (англ. Oorang Indians), за бейсбольну, футбольну і баскетбольну команди якого виступав як граючий тренер до 1923 року, не полишаючи виступи за інші пофесійні клуби.
|                                           |      |      |
| Команда                                   | Рік  | Ігри |
|                                           |      |      |
| Canton Bulldogs                           | 1920 | 9    |
| Клівленд Індіенз                          | 1921 | 5    |
| Oorang Indians                            | 1922 | 5    |
| Oorang Indians                            | 1923 | 9    |
| Rock Island Independents                  | 1924 | 9    |
| Нью-Йорк Джаєнтс/Rock Island Independents | 1925 | 5    |
| Canton Bulldogs                           | 1926 | 9    |
| Чикаго Кардиналз                          | 1928 | 1    |
|                                           |      |      |

Джим Торп залишив професійний спорт у віці 41 року, провівши з 1920-го до 1928 рік у Національній футбольній лізі 52 гри за шість клубів.

## Особисте життя
Джим Торп був тричі одружений й мав загалом вісім дітей. З 1913 по 1925 рік його дружиною була Іва Міллер (англ. Iva M. Miller), яка народила чотирьох дітей — Гейл Маргарет (1917—2005), Джеймса (1918—1919), Шарлотту Марі (1919—1998) і Грейс Френсіс (1921—2008). Після розлучення з нею Торп одружився із Фрідою Кіркпатрік (англ. Freeda Verona Kirkpatrick, 1905—2007), яка народила чотирьох синів — Карла Філіпа (1927—1986, став підполковником армії США), Вільяма, Річарда і Джона (1937—2011). Після розлучення із Фрідою у 1941-у, 2 червня 1945 року Торп одружився із Патрісією Аскю (англ. Patricia Gladys Evelyn "Patsy" Askew), з якою прожив до своєї смерті 28 березня 1953 року.

## Останні роки
Після завершення професійної кар'єри Джим Торп тривалий час не міг знайти постійної роботи, оскільки не хотів займатись нічим, не пов'язаним зі спортом. В роки Великої депресії знявся в кількох голлівудських вестернах, граючи ролі індіанських вождів, після чого був змушений працювати охоронцем, вишибалою, будівельником, моряком. Переживаючи значні фінансові труднощі, спився і став хронічним алкоголіком. У 1950 році за благодійної підтримки Торпу був прооперований рак губи, після чого він занепав духом і 28 березня 1953 року помер від сердечного приступу у своєму домі в каліфорнійському місті Ломіта.
За кошти земляків тіло Торпа було перевезено на його батьківщину в місто Шауні, однак місцева влада не могла знайти фінансування для створення меморіалу, і його дружина Патрісія погодилась на поховання Джима Торпа в містечку Мауч-Чунк в окрузі Карбон (штат Пенсільванія), громада якого спорудила Торпу пам'ятник, невеликий меморіал і перейменувала своє містечко у Джим-Торп (Jim Thorpe, Pennsylvania), попри те, що сам спортсмен в ньому ніколи не був.

## Реабілітація
Спроби повернути Джиму Торпу його олімпійські нагороди й звання чемпіона робились ще за його життя, але колега по олімпійській команді 1912 року з п'ятиборства Евері Брандедж (Avery Brundage), який з 1936 року працював у Міжнародному Олімпійському комітеті, а у 1952-у став його головою, зробив все можливе, щоб цього не сталось. Лише по смерті Брандеджа у 1972 році прихильники Торпа зуміли домогтися розгляду цього питання Конгресом США, який постановив, що позбавлення Торпа олімпійських нагород відбулось з порушенням процедури, оскільки скарга на нього була подана після закінчення терміну апеляцій. Звернення Конгресу до МОК знайшло підтримку, й у жовтні 1982 року Виконавчий комітет МОК постановив відновити звання олімпійського чемпіона Торпа у досить незвичний спосіб, оголосивши його співчемпіоном з переможцями в пентатлоні й декатлоні 1912 року. 18 січня 1983 року дітям Торпа — Гейл і Біллу — МОК з цієї нагоди вручив пам'ятні медалі.

## Вшанування пам'яті

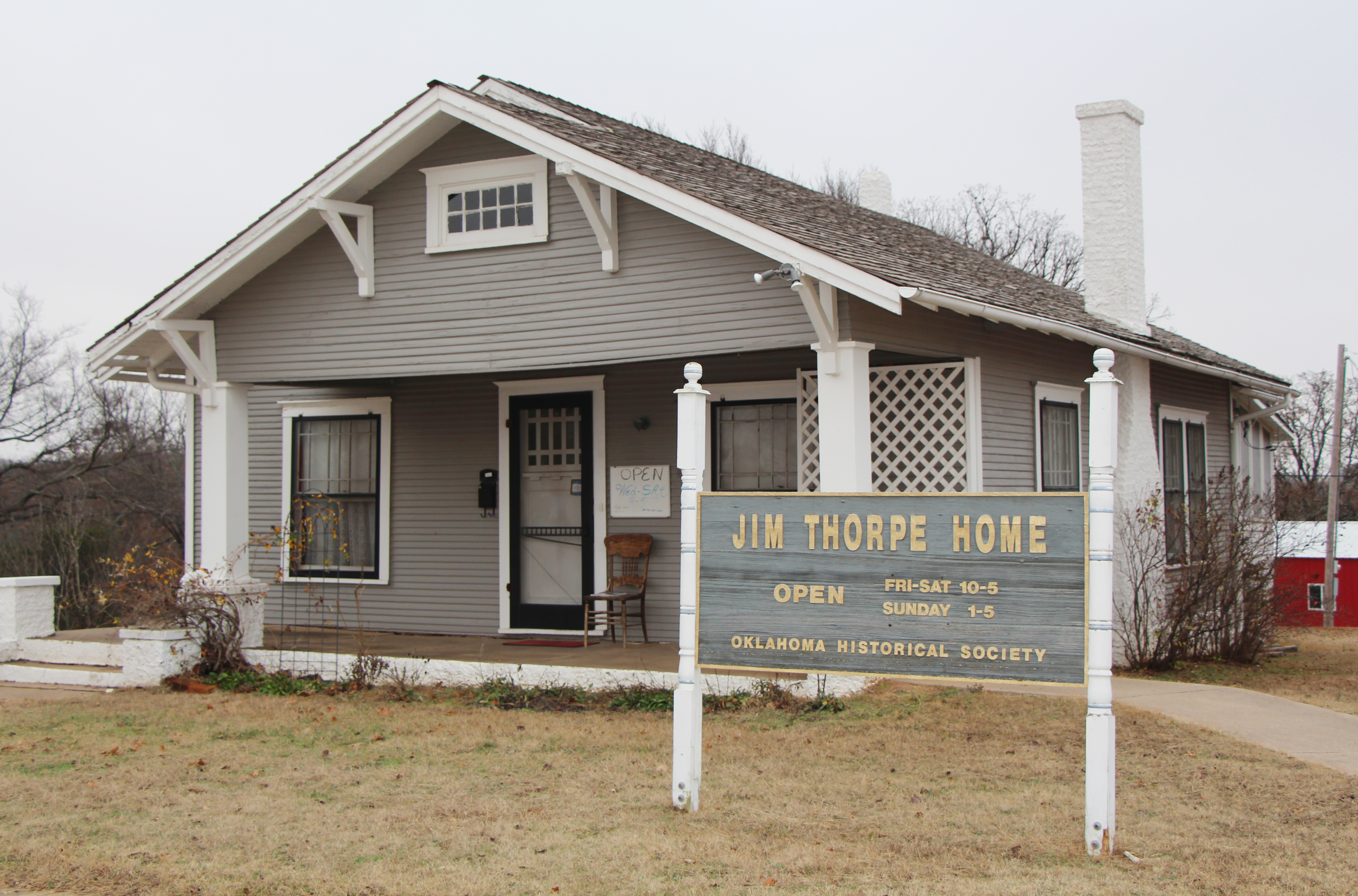
Меморіальний будинок Джима Торпа в Оклахомі

У місті Джим-Торп в окрузі Карбон (штат Пенсільванія, Jim Thorpe, Pennsylvania) споруджено пам'ятник на честь Джима Торпа, на п'єдесталі якого висічено слова шведського короля Густава V («Ви, сер, найвидатніший спортсмен світу»), виголошенні ним при врученні Торпу золотої медалі у 1912 році (хоча нема жодних свідків і свідчень про те, що ця фраза дійсно звучала — вона з'явилась у спортивній публіцистиці по смерті Торпа). Його могила вкрита землею з його малої батьківщини в Оклахомі й зі стадіону в Стокгольмі, де Торп прославив своє ім'я
У 1973 році президент Річард Ніксон на підставі резолюції Сенату проголосив 16 квітня «Днем Джима Торпа», щоб віддати належну шану великому чемпіону на загальнодержавному рівні.
З 1986 року найкращому захиснику студентських футбольних команд США щорічно вручається «Кубок Торпа» (англ. Jim Thorpe Award).
З 1993 року збірні США і Німеччини проводять щорічні змагання з десятиборства і семиборства на Кубок Торпа (Thorpe Cup).
24 лютого 1998 року Поштова служба США у серії, присвяченій завершенню століття, випустила марку із зображенням Джима Торпа.
У 2010 році син Торпа Джек подав судовий позов проти міста Джим-Торп, вимагаючи перепоховати батька на його малій батьківщині в Оклахомі на традиційному індіанському цвинтарі, де поховані батьки й найближчі родичі Торпа. Судові розгляди тривали до 2015-го, доки Верховний суд США остаточно не відмовив у задоволенні позову.
У 2015 році зображенням Джима Торпа було запропоновано відкарбувати на т. зв. «Золотистих індіанських доларах» (англ. Sacagawea dollar), які мають бути випущені в обіг у 2018 році.
У середовищі спортивних фахівців досягненням Джима Торпа завжди віддавалось належне — у 1950 році опитуванням агенції «Ассошіейтед прес» за участю 400 журналістів він був визнаний «найкращим спортсменом першої половини XX століття» і «найкращим американським футболістом першої половини XX століття». У 1999 році за опитуванням «Ассошіейтед прес» Джим Торп став третім у списку «найкращий спортсмен XX століття» після Бейба Рута і Майкла Джордана За рейтингом ESPN Торп став сьомим у списку найкращих північноамериканських спортсменів XX століття.. За опитуванням телекомпанії ABC, проведеним у 2000 році, Джим Торп був визнаний «найкращим американським спортсменом США XX століття».

## Джим Торп у мистецтві
У 1930-х роках Джим Торп знявся у кількох художніх фільмах, де мав безсловесні ролі, зображаючи або себе самого або індіанців з Дикого Заходу. Єдиним фільмом, де він виголошував текст, була комедія «Постійні стусани» (англ. Always Kickin) 1932 року, в якій Торп зіграв вимогливого футбольного тренера.
У 1931 році він продав студії MGM права на екранізацію своєї біографії, при зйомці якої взяв участь у кількох постановочних сценах.
У 1940 році зіграв камео у фільмі «Кнут Рокне — американський чемпіон» (англ. Knute Rockne, All American), де говорить головному герою: «Дві хвилини, Рок».
У 1950 році зіграв члена індіанського племені у вестерні «Погонич фургона» (англ. Wagon Master) Джона Форда.
У 1951 році режисер Майкл Кертіс зняв стрічку «Джим Торп — американський чемпіон» (англ. Jim Thorpe – All-American), в якому головного героя зіграв Берт Ланкастер, а сам Торп вказаний як один зі сценаристів. За фільм він отримав 15 тис. доларів і ще 2,5 тисячі як бонус від студії з огляду на скрутне матеріальне становище.